# Cephalodolichus siccus
Cephalodolichus siccus är en mångfotingart som beskrevs av Karl Wilhelm Verhoeff 1938. Cephalodolichus siccus ingår i släktet Cephalodolichus och familjen storjordkrypare. Inga underarter finns listade i Catalogue of Life.